# Deborah Ombres
Deborah Ombres (Valladolid, 3 de noviembre de 1975) es una drag queen, presentadora y actriz española. 

## Biografía
Deborah se trasladó a Madrid para estudiar arte dramático, danza y artes marciales. Comenzó su carrera en los escenarios españoles en diversas obras teatrales, pero en 1997, a raíz de un montaje que hizo junto a la drag Gretta Gárgola basado en Las aventuras de Priscila, Reina del desierto, decide crear con ella un espectáculo drag conjunto. Tras comenzar en Valladolid y pueblos de la provincia, lo llevaron a Madrid, donde tuvo un éxito significativo en locales nocturnos de la ciudad, para finalmente hacer una gira por todo el territorio español.
En el año 2001 resultó seleccionada para presentar el programa MTV Hot de MTV España, que había comenzado sus emisiones el año anterior. Estuvo al frente del formato hasta el año 2004, alcanzando una gran popularidad y convirtiéndose en la primera drag queen presentadora de un programa en España. En esta cadena tuvo también un programa sobre sexualidad llamado Deborah y el Sexo entre 2002 y 2004. Al finalizar su contrato con la cadena musical ficha por Antena 3 como contertulia en La selva de los famosos, presentado por Nuria Roca.
En 2005 pasa a trabajar en Telecinco como reportera y colaboradora del programa satírico Caiga quien caiga, que hasta ese momento solo había tenido entre su equipo caras masculinas. Dejó todos sus programas e intervenciones televisivas para presentar Rompecorazones en la entonces nueva Cuatro, manteniéndose en este espacio hasta el 2006. En noviembre de 2005 editó el libro ¿A cuántos sapos hay que besar para encontrar un príncipe?, en el cual habla por primera y, según ella, última vez sobre sus experiencias en las relaciones amorosas y sexuales.
Tras la cancelación de Rompecorazones, de 2007 a 2009 trabaja en Pink Tv, un nuevo programa creado por ella para la televisión local Canal 53 Madrid, que distribuía el espacio por varias cadenas locales españolas. Entre 2002 y 2009 estuvo de gira con su espectáculo drag Mamá, quiero ser drágstica. Durante 2009 y 2010 representó la comedia teatral dirigida por Eduardo Aldán Tonta ella, tonto él, con Canco Rodríguez y Cristina Urgel. En febrero de 2010 publicó la autobiografía Conectando con el sol, publicada por Lamed Editorial.
Tras ello, inicia una etapa en la que abandona la vida pública, desempeñando disintos trabajos en Saarbrücken, Alemania (donde no obstante realizó pequeñas actuaciones como Deborah Ombres) y Londres, que compaginaba con pequeños espectáculos. Entre 2011 y 2016 sus apariciones públicas como Deborah se limitan a participaciones durante los eventos del día del orgullo en Madrid. En 2017 regresa a España, primero para viajar hasta Nueva York como embajadora del World Pride de Madrid, presentando varios de los eventos que ese año ocurren en la ciudad. Ese mismo año se instala en la capital y comienza de nuevo a representar diversos espectáculos, incluyendo Miss Drag Pride y la edición barcelonesa de Que trabaje Rita. Asimismo, participó en Spain calling, Aloha Edition, programa de TVE previo al Festival de Eurovisión de 2017. Entretanto, grabó un programa piloto como presentadora de Reinas, una adaptación de RuPaul's Drag Race que finalmente fue cancelada. Tras ello regresó a la vida anónima y volvió a su Valladolid natal.

## Filmografía
- MTV Hot (2001-2004).
- Deborah y el Sexo (2002-2004).
- La selva de los famosos (2004).
- Caiga quien caiga (2005).
- Rompecorazones (2006).
- Lalola (2008).
- Pink Tv (2007-2009).
- Mrs. Carrington (2009).
- Quiero ser divina (2010).
- Spain calling, Aloha Edition (2017).

## Espectáculos
- ¡Mamá, quiero ser drágstica! (2002-2009).
- Tonta ella, tonto él (2009-2010).

## Libros
- ¿A cuántos sapos hay que besar para encontrar un príncipe? (Aguilar, 2005).
- Conectando con el sol (Lamed, 2010).